# Alod
Alód ali alódij (latinsko allodium, staronemško Allod) je bila v fevdalizmu popolna lastnina zemlje, brez vseh dajatev in dolžnosti lastnika do druge osebe. Prvotno je bila alodialna posest oproščena tudi deželnih davkov. Alod je bilo mogoče tudi dedovati brez vseh ovir. Podeljeval jo je kralj.
Alod kot lastniška oblika ima izvor pri germanskih plemenih in ljudstvih, preden je prišlo do nastanka fevdalnega sistema. Zemljišče, ki je bil prvotno skupna lastnina celotne ljudske skupnosti, je bilo izročeno posameznemu članu. Germanska ljudstva so razdelila ali podelila zemljišče in prostor, ki so ga osvojili in v deželah pod njimi v last podelili svobodnim ljudem. To ima za posledico bistveni značaja alodijalnosti: samo po volji celotnega ljudstva ali po ljudskem pravu zanesljive in pristno dodeljene proste lastnine. Lastnik je prost vseh zasebnih odvisnosti in omejevanja njegovih pravic.
V številnih regijah je sprva le lastnik aloda veljal za prostega ali svobodnjaka, ki je sodeloval pri vseh javnih pravicah in dolžnostih Skupsosti. Bili so člani deželne skupnosti. Prosti posestniki v zgodnjem srednjem veku so bila ena od skupin, ki so se skozi čas razvile v plemstvo. Sami sebe so videli kot enakovredne partnerje vladarjev, ker so bili povezani z njim kot tovarišem v deželni skupnosti in se mu ne podrejajo kot vazali. Tako lahko na alodijalno lastnino vezane svoboščine (davčne oprostitve, lovske pravice, itd.) prejemajo v večini dežel le plemiči, so ostali zemljiški lastniki tudi po letu 1500 ko so morali biti bolj in bolj podrejeni deželnemu knezu – politično in gospodarsko vpliven razred. Izraz alod se pojavlja samo v Frankovskem območju in pravu na območju, ki je pripadalo frankovskim plemenom. V Angliji v času bitke pri Hastingsu leta 1066 že ni bilo več alodov, v Franciji pa predvsem na jugu. V Nemčiji je alodijalna lastnina koncentrirana predvsem pri plemstvu na jugu.